# Lindsay Lohan
Lindsay Dee Lohan (sinh ngày 2 tháng 7 năm 1986) là nữ diễn viên người Mỹ. Cô cũng đồng thời là người mẫu, ca sĩ, nhạc sĩ, đạo diễn kiêm nhà sản xuất.

## Tiểu sử
Lindsay Lohan lớn lên tại Merrick và Cold Spring Harbor ở Long Island, New York. Cô là con gái đầu lòng của bà Dina Lohan và ông Michael Lohan. Lindsay mang hai dòng máu Ý và Ai-len và là tín đồ Công giáo. Tổ tiên bên ngoại của cô được biết đến là những tín đồ tích cực của Công giáo Ai-len. Cụ cố của Lindsay là John L. Sullivan là người đồng sáng lập ra Đảng Pro-life ở Long Island.
Cha cô từng là nhà đầu tư ở Wall Street và đã từng nhiều lần gặp rắc rối với pháp luật trong khi mẹ cô là cựu ca sĩ kiêm người mẫu. Lohan có ba người em đều là người mẫu và diễn viên: Michael Lohan Jr, cũng từng tham gia phim The Parent Trap, Aliana Lohan thường gọi "Ali," và Dakota "Cody" Lohan.
Cô theo học trường trung học Cold Spring Harbor High School và Sanford H. Calhoun High School, tại đây cô học rất giỏi toán và khoa học. Đến năm lớp 11, do quá bận rộn nên cô đã phải nghỉ học và tự học tại nhà. Lohan có mái tóc màu đỏ tự nhiên.
Cha mẹ của Lindsay có mối quan hệ đầy biến động. Hai người kết hôn năm 1985, ly thân khi Lindsay lên 3 và sau đó lại tái hợp. Họ lại ly thân năm 2005 và chính thức hoàn tất thủ tục ly hôn năm 2007.

## Sự nghiệp
Năm 3 tuổi, ngôi sao nhí bắt đầu "vào nghề" làm người mẫu cho hãng Ford và xuất hiện trong khoảng hơn 60 phim quảng cáo trên truyền hình như quảng cáo cho hãng The Gap, Jello, Pizza Hut và Wendy's. LiLo đã bắt đầu nghiệp diễn trong bộ phim truyền hình Another world năm 1996. Ngay sau đó, cô nàng đã ký hợp đồng đóng 3 bộ phim tiếp theo với hãng Walt Disney Pictures.
Ngay trong bộ phim đầu tiên của mình, LiLo đã thành công rực rỡ khi vào vai hai chị em song sinh Hallie Parker & Annie James quậy tưng bừng trong phim The Parent Trap. Bộ phim này đã thành công về doanh thu và đem đến cho cô giải Nữ diễn viên chính xuất sắc thể loại phim truyện của giải Nghệ sĩ trẻ.
LiLo nằm trong số hiếm những diễn viên dám thẳng thừng thừa nhận mặt trái cuộc sống của mình: "Đừng mộng tưởng rằng thế giới Hollywood là viên ngọc không tì vết. Hãy thử nhảy vào vị trí của tôi xem áp lực lớn thế nào. Chẳng dễ dàng gì khi bị so sánh với cả danh sách những cô gái cùng tuổi, đã có tăm tiếng. Để làm gì cơ chứ, chỉ làm người khác ganh tị với mình, hoặc chính mình ganh tị với người khác".
LiLo không bị ảo tưởng về thế giới Hollywood, cô nhận thức rõ rằng danh tiếng không hề đảm bảo một tương lai hạnh phúc. Chỉ có điều, cô hiểu rằng, mình có rất nhiều cơ hội và bỏ lỡ chúng là tội lỗi và kém cỏi. Theo LiLo, Hollywood cũng giống như ngôi trường, nơi cô học hỏi được nhiều thứ. Và cô sẵn sàng chia sẻ kinh nghiệm của mình với các bạn bè, phần lớn cô quen biết từ thời học cấp 1. Cô cho rằng, mối giao tiếp của mình với bạn bè chính là cách để không tự thổi mình bay lên tầng cao của sự phù phiếm.
LiLo đã giành chiến thắng trong danh hiệu Diễn viên hài xuất sắc, Diễn viên có hình thể tuyệt vời nhất trong Mean Girls, Gương mặt biểu cảm nhất trong Confessions of a Teenage Drama Queen. Không chỉ thế, Lohan còn "sưu tầm" thêm giải Ngôi sao có bước đột phá lớn nhất trong Freaky Friday và Mean Girls.
Mặc dù đóng phim khá nhiều nhöng việc học của LiLo khá tốt, cô là sinh viên hạng A trong trường, đặc biệt giỏi toán và các môn khoa học. Thông minh, xinh đẹp, hẳn là LiLo đã có bạn trai, thế nhưng, cô nàng lại phủ nhận: "Tôi chẳng hẹn hò với ai trong thời gian dài. Và tôi có suy nghĩ thế này, cứ để tình yêu tự đến, nếu mình đi tìm nó, mình sẽ chẳng bao giờ thấy nó cả".

## Đời sống riêng tư
Vai chính trong phim Confessions of a Teenage Drama Queen đã góp phần đưa Lindsay Lohan trở thành một trong những diễn viên tuổi "mực tím" được yêu thích nhất tại Mỹ. Có lẽ, đây là vai diễn mà Lohan được "sống" rất thật với mình, vì ngoài đời cô cũng là một... "nữ hoàng rắc rối".
Trong phim, Lindsay Lohan thủ vai cô nhóc Lola "cạnh tranh quyết liệt" với cô bạn học, người được cả trường mới cưng chiều, gây ra bao nhiêu chuyện rắc rối. Vai Lola mới đầu được các nhà sản xuất phim nhắm đến cô ca sĩ trẻ đang lên Hilary Duff (mà khán giả Việt Nam đã biết đến qua các phim The Lizzie McGuire Movie và Agent Cody Banks). Nhưng sau đó, kế hoạch thay đổi, Hilary lại bận đóng phim khác nên Walt Disney quyết định chọn Lindsay Lohan thay thế. Sự thành công của bộ phim chỉ khiến cho cuộc chiến giữa hai "cục cưng" của làng giải trí Mỹ đã âm ỉ từ lâu trở nên ồn ào.
Đều là những diễn viên trẻ đang lên, đều là các ca sĩ mới đang được chú ý (về phần ca nhạc thì tên tuổi của Hilary Duff có nhỉnh hơn một chút), Lohan và Hilary từ lâu đã coi nhau như đối thủ. Không chỉ kình địch nhau trong công việc, họ còn là... tình địch của nhau. Trước đây, Lohan và chàng ca sĩ trẻ nổi tiếng Aaron Carter đã từng có thời gian đầy hạnh phúc. Họ là một cặp tình nhân lý tưởng trong mắt giới trẻ Mỹ. Có người đã từng bảo rằng, Aaron tuy còn trẻ nhưng thành tích chinh phục phái đẹp của anh ta không hề kém cỏi chút nào. Song, Lohan không để tâm đến chuyện đó. Cô yêu và hãnh diện với mối tình của mình. Đùng một cái, Lohan phát hiện ra sau lưng cô, anh ta tán tỉnh... Hilary Duff! Cô cay đắng chia tay với anh chàng có "trái tim nhiều ngăn", chấp nhận bàn thua Hilary Duff trong tình cảm và tập trung cho công việc chính: đóng phim và ca hát. Không chịu thua kém Hilary, cô cũng ra album và hát ca khúc trong phim Freaky Friday.
Thế nhưng, trong lúc Lohan muốn lãng quên chuyện cũ thì Aaron tỏ ý muốn nối lại tình xưa. Ai cũng thấy rằng, dạo này Aaron không còn dung dăng dung dẻ cùng Hilary Duff nữa. Người đại diện của Hilary giải thích: "Anh ấy sống ở Floria, còn cô ấy ở Los Angeles, cả hai đều bận rộn". Thật ra, Aaron không quá bận bịu vì công việc đến mức đó. Anh chàng này thường xuyên gọi điện cho Lohan và dành thời gian ở Toronto, Canada cùng Lohan khi cô kết thúc phần quay phim Confessions of a Teenage Drama Queen. Trái tim Lohan cũng không phải sắt đá, dẫu đã bị tổn thương. Cô tuyên bố rằng, vẫn dành một "góc nhỏ dịu dàng" trong lòng cô cho anh.
Có người cho rằng, việc giành lại Aaron chỉ là một kiểu "trả thù ngọt ngào" của Lohan đối với Hilary, nhưng nay thì Lohan cũng đã hiểu rằng, Aaron như chú ngựa bất kham không dễ gì quên đường cũ. Bằng chứng là, mới đây Aaron và hoa hậu tuổi "tím" Hoa Kỳ Tami Farrell còn chụp ảnh chung, đi ăn tối và xem phim cùng nhau. Chuyện này lập tức lên báo với những tình tiết ly kỳ hơn, rằng sau khi đi chơi với Aaron về, cô hoa hậu này có gửi một tin nhắn vào điện thoại di động của Aaron. Sau đó, cô nhận được một cú điện thoại từ một cô gái xưng tên là Natalie. "Natalie" lồng lộn quát: "Sao cô dám gọi bạn thân nhất của tôi là bạn trai hả?". Hoa hậu quật lại: "Chuyện trẻ con!" và cúp máy. Lúc đó, Aaron cũng có mặt. Anh khẳng định, đó chính là giọng Lohan. Tuy nhiên, người đại diện của Lohan phủ nhận chuyện này: "Lohan có còn quan tâm đến Aaron nữa đâu mà gọi điện". Không chỉ gỡ hòa, Lohan cũng đã ghi được một bàn thắng vào "lưới" Hilary. Sau khi cô đã được chọn vào vai chính trong Mean Girls, mẹ - đồng thời là "bà bầu" - của Hilary vẫn còn gọi điện tới ban tuyển chọn kèo nèo cho Hilary được thử vai.
Vốn có cá tính mạnh, Lohan ít khi nhận được những nhận xét thiện cảm. Những người bạn học của Lohan cho biết, ngay từ thời còn cắp sách, cô đã là một cô bé kiêu kỳ đối với bạn bè cùng lớp. Một thành viên trong đoàn phim Mean Girls mỉa mai: "Cô ta là một kẻ hợm hĩnh. Cô ta cứ tưởng mình nổi tiếng như Britney Spears cơ đấy. Cô ta đối xử với những người trong đoàn cứ như là với đầy tớ riêng của cô ấy". Còn một nhà thiết kế thời trang từng làm việc với Lohan thì than phiền trên tờ Star rằng, ý thức về vị trí ngôi sao đã len lỏi vào tâm trí cô nhóc Lohan. "Cô ta chọn bừa các quần áo trên giá, nếu cô ấy không thích thì cô ấy vứt chúng xuống sàn. Cô ấy là một trong những ngôi sao khó chiều nhất mà tôi từng gặp".
Tuy nhiên, chính bản tính nghịch ngợm tự nhiên của Lohan cũng đã giúp cô giành được chiến thắng trong nghề nghiệp. Biên kịch của bộ phim Mean Girls muốn có một ngôi sao kiểu như Drew Barrymore vào vai chính trong phim này, Lohan đã giành được vai diễn ngay từ lúc tới thử vai lần đầu tiên. "Tất cả mọi người đều nhận thấy rằng cô ấy chính là người thích hợp nhất". Lohan đã thẳng thắn phát biểu về quan niệm sống của mình với AP: "Tôi không thích thay đổi mình để được người khác chấp nhận. Thời học sinh là một thời kỳ đầy khó khăn với tất cả mọi người, trong đó người ta thường có xu hướng trở thành một người bình thường để được người khác quý mến. Những rốt cuộc cũng chẳng thể nào làm vừa lòng tất cả".
Vào những năm gần đây, Lohan thường dùng ma túy và có những buổi tiệc uống rượu thâu đêm làm mất nhiều lòng fan hâm mộ. Cách đây không lâu, tạp chí Newsweek có đăng tải nguyên văn phát biểu của một phụ huynh: "Con gái tôi mê Lindsay Lohan như điếu đổ. Nó xem đi xem lại bộ phim The Parent Trap không biết bao nhiêu lần, còn dán poster Lilo khắp phòng và mua rất nhiều sách báo, tạp chí về cô ta. Một hôm nó chìa cho tôi xem một bức ảnh khá sốc về Lilo và bảo: Mẹ nhìn đi, thần tượng của con đấy. Nhưng tại sao cô ấy lại trở nên quái đản như thế này nhỉ?". Và tôi đã phải khó khăn như thế nào khi phải giải thích cho nó hiểu: "Người nổi tiếng đôi khi vẫn vậy: tiệc tùng ngập trời, lái xe trong tình trạng say xỉn, ăn mặc phản cảm chẳng giống ai..."

## Danh sách phim

### Điện ảnh
| Năm  | Tựa đề                               | Vai                         | Ghi chú                           |
| ---- | ------------------------------------ | --------------------------- | --------------------------------- |
| 1998 | The Parent Trap                      | Hallie Parker/Annie James   |                                   |
| 2000 | Life-Size                            | Casey Stuart                | Phim điện ảnh chiếu trên TV       |
| 2002 | Get a Clue                           | Alexandra "Lexy" Gold       | Phim điện ảnh chiếu trên TV       |
| 2003 | Freaky Friday                        | Anna Coleman/Tess Coleman   |                                   |
| 2004 | Confessions of a Teenage Drama Queen | Mary Elizabeth "Lola" Cep   |                                   |
| 2004 | Mean Girls                           | Cady Heron                  |                                   |
| 2005 | Herbie: Fully Loaded                 | Maggie Peyton               |                                   |
| 2006 | A Prairie Home Companion             | Lola Johnson                |                                   |
| 2006 | Just My Luck                         | Ashley Albright             |                                   |
| 2006 | Bobby                                | Diane Howser                |                                   |
| 2006 | Friendly Fire                        | The Girlfriend              | Direct-to-DVD                     |
| 2006 | The Holiday                          | (Chính mình)                | Vai khách mời không được ghi danh |
| 2007 | Chapter 27                           | Jude Hanson                 |                                   |
| 2007 | Georgia Rule                         | Rachel Wilcox               |                                   |
| 2007 | I Know Who Killed Me                 | Aubrey Flemming/Dakota Moss |                                   |
| 2009 | Labor Pains                          | Thea Clayhill               | Phim điện ảnh chiếu trên TV       |
| 2010 | Teenage Paparazzo                    | (Chính mình)                | Phim tài liệu                     |
| 2010 | Lindsay Lohan's Indian Journey       | (Chính mình)                | Phim tài liệu trên kênh BBC Three |
| 2010 | Machete                              | April Booth                 |                                   |
| 2012 | First Point                          | Herself / Surfer            | Phim nghệ thuật ngắn              |
| 2012 | Love, Marilyn                        | (Chính mình)                | Phim tài liệu                     |
| 2012 | Liz & Dick                           | Elizabeth Taylor            | Phim điện ảnh chiếu trên TV       |
| 2013 | Inappropriate Comedy                 | Marilyn                     |                                   |
| 2013 | Scary Movie 5                        | Lindsay Lohan               |                                   |
| 2013 | The Bling Ring                       | (Chính mình)                | Archived footage                  |
| 2013 | The Canyons                          | Tara                        | Đồng sản xuất                     |
| 2014 | Inconceivable                        | TBD                         | Đồng sản xuất                     |

### Truyền hình
| Năm        | Tên                                | Vai diễn                            | Ghi chú |
| ---------- | ---------------------------------- | ----------------------------------- | --- |
| 1992       | Late Night with David Letterman    | Trick-or-treater dressed as garbage | Tập ngày 29 tháng 10 năm 1992                                                                              |
| 1996–97    | Another World                      | Alexandra "Alli" Fowler             | Vai phụ |
| 2000       | Bette                              | Rose Midler                         | "Pilot" (Mùa 1, tập 1)                                                                                     |
| 2004–12    | Saturday Night Live                | (Chính mình)/MC (5 tập)             | Mùa 29, tập 18 (MC) Mùa 30, tập 7 (Chính mình) Mùa 30, tập 20 (MC) Mùa 31, tập 16 (MC) Mùa 37, tập 16 (MC) |
| 2004       | King of the Hill                   | Jenny Medina (lồng tiếng)           | "Talking Shop" (Mùa 8, tập 22)                                                                             |
| 2004, 2006 | That '70s Show                     | Danielle (Chính mình)               | "Mother's Little Helper" (Mùa 7, tập 7) "That '70s Show: The Final Goodbye" (Tập đặc biệt)                 |
| 2008       | Ugly Betty                         | Kimmie "Kim" Keegan                 | Vai phụ (Mùa 3)                                                                                            |
| 2008       | Living Lohan                       | (Chính mình)                        | "Acting Up" (Mùa 1, tập 9)                                                                                 |
| 2009       | Project Runway                     | (Chính mình)/Giám khảo khách mời    | "Welcome to Los Angeles!" (Mùa 6, tập 1)                                                                   |
| 2010       | Double Exposure                    | (Chính mình)                        | "I'm Gonna Smash the Ringflash!" (Mùa 1, tập 3)                                                            |
| 2012       | Glee                               | Lindsay Lohan                       | "Nationals" (Mùa 3, tập 21)                                                                                |
| 2013       | Million Dollar Decorators          | (Chính mình)                        | "The Finishing Touch" (Mùa 2, tập 8)                                                                       |
| 2013       | Anger Management                   | Lindsay Lohan                       | "Charlie Gets Lindsay Lohan in Trouble" (Mùa 2, tập 12)                                                    |
| 2013       | Oprah's Next Chapter               | (Chính mình)                        | "Lindsay's Next Chapter" (Mùa 2, tập 37)                                                                   |
| 2013       | Eastbound & Down                   | Adult Shayna Powers                 | "Chapter 29" (Mùa 4, tập 8)                                                                                |
| 2014       | Lindsay                            | (Chính mình)                        | Loạt phim tài liệu 8 tập về cuộc đời Lohan trong ngành giải trí (chiếu trên đài OWN của Oprah Winfrey)     |
| 2014       | Funny or Die's Billy on the Street | (Chính mình)                        | (Mùa 3, tập 1)                                                                                             |
| 2014       | 2 Broke Girls                      | Claire Guinness                     | "And the Wedding Cake Cake Cake" (Mùa 3, tập 21)                                                           |

### Sân khấu kịch
| Năm  | Tên            | Vai diễn | Ghi chú           |
| ---- | -------------- | -------- | ----------------- |
| 2014 | Speed-the-Plow | Karen    | Playhouse Theatre |

## Các giải thưởng điện ảnh

### Chiến thắng
- Teen Choice Award: Actress in a Comedy - Mean Girls (2004)
- Teen Choice Award: Breakout actress - Freaky Friday và Confessions of a teenage Drama Queen (2004)
- Teen Choice Award: Best movie Hissy Fit - Freaky Friday (2004)
- Teen Choice Award: Best movie Blush - Mean Girls (2004)
- MTV Movie Award: Best Breakthrough female Actress - Freaky Friday (2004)
- TRL Awards: Quit your day job (Favorite TRL Guest Presenter) (2004)
- Young Artist Awards: Best Performance in a Feature Film - Leading Young Actress - The Parent Trap (1998)

### Đề cử
- Teen Choice Award: Best Movie Comedy - Freaky Friday (2004)
- Teen Choice Award: Best Movie Comedy - Mean Girls (2004)
- Teen Choice Award: Best movie Action Sequence - Mean Girls (2004)
- Teen Choice Award: Best movie Chemistry (với Johanthon Bennet) - Mean Girls (2004)
- Teen Choice Award: Best movie Liar - Mean Girls (2004)
- Young Artist Awards: Best Performance in a Feature Film - Leading Young Actress - Freaky Friday (2004)
- TRL Awards: Fake ID: Best star under 21 (2004)
- Young Star Award: Best Performance by a Young Actress in a Comedy Film - The Parent Trap (1998)
- Blockbuster Entertainment Awards: Favorite Female Newcomer - The Parent Trap (1998)